# Enno Nottelmann
Enno Eike Nottelmann (* 1976 in Marburg) ist ein deutscher politischer Beamter. Von April 2022 bis August 2023 war er Staatsrat für Klimaschutz, Umwelt und Mobilität bei der Senatorin für Klimaschutz, Umwelt, Mobilität, Stadtentwicklung und Wohnungsbau der Freien Hansestadt Bremen.

## Leben
Nottelmann absolvierte von 1995 bis 1996 den Zivildienst an der Bettina-von-Arnim-Sonderschule in Marburg. Von 1996 bis 1999 machte er in Marburg eine Ausbildung zum Buchhändler. Von 1999 bis 2002 studierte er Volkswirtschaftslehre an der Philipps-Universität Marburg, ohne jedoch einen Abschluss zu erlangen. Von 2002 bis 2009 war er Abteilungsleiter beim ersten Ökumenischen Kirchentag in Berlin und bei den Deutschen Evangelischen Kirchentagen in Hannover, Köln und Bremen. Von 2009 bis 2022 war er bei der gemeinnützigen Klimaschutzagentur Bremer Energie-Konsens tätig, zunächst bis 2014 als Projektleiter, anschließend bis 2022 als Prokurist und Leiter des Bereichs „Institutionen und Kommunen“.
Am 1. April 2022 wurde er als Nachfolger von Ronny Meyer zum Staatsrat für Klimaschutz, Umwelt und Mobilität in der Bremer Senatsverwaltung für Klimaschutz, Umwelt, Mobilität, Stadtentwicklung und Wohnungsbau ernannt. Zwei Monate nach Amtsantritt des Senats Bovenschulte II schied er am 31. August 2023 aus diesem Amt aus.
Nottelmann ist verheiratet, hat drei Kinder und wohnt in Bremen-Blumenthal.